# Tomasz Sedey
Tomasz Sedey (ur. 20 grudnia 1757 w Lublanie, zm. 1818 we Lwowie) – fizjolog pochodzenia słoweńskiego, profesor Uniwersytetu Lwowskiego.
Ukończył gimnazjum w Lublanie, 3 września 1780 uzyskał dyplom doktora medycyny na Uniwersytecie Wiedeńskim. Po studiach pracował w Wiedniu jako nauczyciel fizjologii. W 1787 został profesorem fizjologii na Uniwersytecie Lwowskim, zastępując Jakuba Kostrzewskiego; już w grudniu t.r. został przeniesiony w stan spoczynku w związku z redukcją Wydziału Medycznego do poziomu niższej szkoły lekarskiej. Ponownie został profesorem Uniwersytetu Lwowskiego w 1791, obejmując zarazem funkcję dyrektora odrodzonego Wydziału Medycznego oraz kierownictwo katedry anatomii, fizjologii i okulistyki. Był energicznym szefem Wydziału, dbał o zaopatrzenie biblioteki. Pełnił zarazem funkcję lekarza gubernatora Lwowa J. Brygido. W 1802 był jednym z współzałożycieli bezpłatnego zakładu szczepienia przeciw ospie we Lwowie.
Po zamknięciu Uniwersytetu Lwowskiego w 1805 został wraz z grupą profesorów przeniesiony na Uniwersytet Jagielloński, ale nie figurował w spisach pracowników UJ z tego okresu. W 1809 powrócił do Lwowa i prowadził prywatną praktykę lekarską. Zabiegał o reaktywowanie uczelni medycznej we Lwowie, ale po ponownym otwarciu uniwersytetu (i przy nim Instytutu Medyczno-Chirurgicznego) w 1817 nie podjął tam pracy; zmarł rok później.